# 18e cérémonie des St. Louis Film Critics Association Awards
La 18e cérémonie des St. Louis Film Critics Association Awards (SLFCA Awards), décernés par la St. Louis Film Critics Association, a eu lieu le 19 décembre 2021, et a récompensé les films réalisés dans l'année.
Les nominations ont été annoncées le 19 décembre 2021.

## Palmarès

### Meilleur film
- Licorice Pizza

### Meilleur film d'action
- Free Guy

### Meilleur film de comédie
- Free Guy

### Meilleur film d'horreur
- Sans un bruit 2 (A Quiet Place Part II)

### Meilleurs effets visuels
- Free Guy

### Pire film de l'année
- Wonder Woman 1984